# Фаренгольц Едмунд Федорович
Едму́нд Фе́дорович Фаренго́льц (* 1840, Кам'янець-Подільський — † 25 липня (6 серпня) 1912, Кам'янець-Подільський) — подільський дворянин, лікар, громадський діяч. Двоюрідний брат лікаря Вільгельма Фаренгольца.

## Біографічні відомості
1861 року закінчив Кам'янець-Подільську гімназію . У 1861—1864 роках навчався у Київському університеті. 1868 року закінчив Петербурзьку медико-хірургічну академію.
Учасник російсько-турецької війни 1877—1878 років.
Від 1878 року постійно проживав у Кам'янці-Подільському. Працював у губернській лікарні, від 1895 року до кінця життя завідувачем дитячого притулку.